# والتر هاغن
والتر هاغن (بالإنجليزية: Walter Hagen) هو لاعب غولف أمريكي، ولد في 21 ديسمبر 1892 في روتشستر في الولايات المتحدة، وتوفي في 6 أكتوبر 1969 في ترافيرس سيتي في الولايات المتحدة.

## وصلات خارجية
- والتر هاغن على موقع IMDb (الإنجليزية)
- والتر هاغن على موقع الموسوعة البريطانية (الإنجليزية)
- والتر هاغن على موقع إن إن دي بي (الإنجليزية)
- والتر هاغن على موقع قاعدة بيانات الفيلم (الإنجليزية)